# Richard Weber (Theaterwissenschaftler)
Johann Richard Weber (* 26. Januar 1944 in Plauen) ist ein deutscher Theaterwissenschaftler. Er lebt und arbeitet in Köln.

## Leben
Nach Flucht aus der DDR und Schulabschluss an der Max-Planck-Schule in Kiel studierte Weber Theaterwissenschaft, Germanistik, Philosophie und Kunstgeschichte an der Universität zu Köln u. a. bei den Professoren Rolf Badenhausen, Günther Erken, Walter Hinck, Heinz Ladendorf und Ludwig Landgrebe. 1969/70 Mitarbeit an einem vom Wissenschaftsministerium des Landes NRW in Auftrag gegebenen Konzepts für einen Studiengang, der die Umwandlung des Faches Theaterwissenschaft in eine Medienwissenschaft vorbereiten sollte.
1971 zusammen mit Jan Berg, Günther Erken, Bruno Fischli, Uta Ganschow, Thomas Koebner und Lothar Schwab Mitgründer und bis 1973 Mitherausgeber der ersten deutschsprachigen Medienzeitschrift: Diskurs, Zeitschrift für Theater, Film und Fernsehen. Von 1969 bis 1972 war Weber als Tutor am Institut für Theater-, Film- und Fernsehwissenschaft der Universität Köln tätig. 1974 wurde er mit der Arbeit über das Thema Proletarisch-revolutionäres Theater. Zur Geschichte des deutschen Arbeitertheaters an der Philosophischen Fakultät bei den Professoren Günter Erken und Walter Hinck promoviert. Von 1974 bis 1984 arbeitete er als Wissenschaftlicher Assistent am Institut für Theater-, Film- und Fernsehwissenschaft der Universität zu Köln in Lehre, Forschung und Verwaltung; nebenher war er Lehrbeauftragter an der ehemaligen PH Köln (heute Humanwissenschaftliche Fakultät der Universität) im Fach Kunstpädagogik für Film, Fernsehen und Fotografie.
1978 gründete er zusammen mit Hannes Heer, Tita Gaehme (Geschäftsführerin), Volker Geißler und Felix Droese den Prometh-Verlag in Köln, dessen Kommanditist er bis 1994 war und u. a. Herausgeber der Reihe Kulturpolitische Dokumente der deutschen Arbeiterbewegung. Ab 1984 verschiedenen Tätigkeiten für Theater und Verlage sowie Dozent am Institut für Theater-, Film- und Fernsehwissenschaft in Köln, an der Folkwang Hochschule Essen und später am Konservatorium Wien. Seit 1990 arbeitet Weber freiberuflich als Autor, Festivalmacher und unter dem Label plan b Kulturprojekte als Kunst- und Kulturvermittler.

## Theaterarbeiten
Während des Studiums entwarf Weber für die Studiobühne Köln mehrere Bühnenbilder. Für das Schauspiel des Württembergischen Staatstheaters Stuttgart unter der Leitung von Hansgünther Heyme stellte er zu Erwin Piscators 90. Geburtstag (1983) ein Abendprogramm zusammen sowie (1985) ein Beiprogramm über Schiller und die Frauen zu Heymes Parasit-Inszenierung. Für ihr Festival Politik im Freien Theater zog die Bundeszentrale für politische Bildung ihn zunächst als Berater hinzu. Nach dem plötzlich Tod des Festivalleiters Karl Reichmann übernahm Weber zusammen mit Margarete Häßel und Hanna Hurzig Programmierung und Gesamtorganisation des 2. Festivals Politik im Freien Theater in Dresden 1993. Diese Tätigkeit setzte er fort für das 3., 4. und 5. Festival in Bremen, Stuttgart und Hamburg. Für das schauspielhannover kuratierte er 2004 Scratch Dein Festival – Theater Leben Sounds, ein viertägiges Theaterfestival mit Produktionen zwischen Musik, Tanz, Theater, Hip-Hop und Performance, und 2005 Super Bomba – Theater Leben Sounds aus Polen. Am Schauspiel Essen führte er 2007 das Jugendformat Streetlife – Theater aus Deutschland, Polen und Frankreich durch. Für das Maxim Gorki Theater in Berlin richtete er die Reihe Zeitzeichen ein, die 2007 einmal monatlich von Ereignissen aus der Vergangenheit der DDR in Form von Vorträgen, Lesungen, Bildern, Musik, Ton-/Filmdokumenten und Gesprächen mit Zeitzeugen berichtete.

## Veranstaltungen (Auswahl)
Zu den von Weber organisierten Veranstaltungen zählen Symposien, Workshops, Vorträge und Aktionen wie zum Beispiel:
- Schwärme – Die Stadt ist mehr als die Summe ihrer Einwohner. Ein Themenwochenende im Schauspiel Essen. Zusammen mit Sabine Reich (2007).
- Befreit Lukács! Rezitationen, Lesungen, Filme, Musik, Podiums- und Publikumsgespräche zum Ungarn-Aufstand 1956 und dessen Auswirkungen auf die DDR. Literaturwerkstatt Berlin (2006).
- „Ich kann nicht aus meiner Haut“ – Thomas Brasch 60.  Theater, Filme, Musik, Lesungen, Gespräche. Orphtheater, Volksbühne am Rosa-Luxemburg-Platz, Kaffee Burger, Kunsthaus Tacheles (Berlin 2005).
- Va Bene – Europa verstehen: Italien. Bundeszentrale für politische Bildung, CAP, Circolo Centro Fiori, Compagnia di San Paolo, Europäische Akademie Bayern, Forum Goethe-Institut, Goethe-Institut Rom, Goethe-Institut Genua, Kulturreferat der Landeshauptstadt München, Literaturhaus München, Muffathalle, Ludwig-Maximilians-Universität München, Seidlvilla, Stiftung Giangiacomo Feltrinelli, Villa Vigoni. Zusammen mit Anja Ostermann, München (2004).
- Heldinnen, Bands & Klassenbrüder – Weltfestspiele ‛73. Ein retro-aktives Spektakel der Bundeszentrale für politische Bildung/bpb. Zusammen mit Jürgen Schultz, Berlin (2003).
- „Der gestohlene Gott“ – Zurück zum Glauben oder auch nicht. Ein Symposion in Zusammenarbeit der Bundeszentrale für politische Bildung/bpb mit dem Thalia Theater. Zusammen mit Katharina von Wilcke. Hamburg (2002).
- Politik – Macht – Theater. Symposions im Rahmen des 37. Berliner Theatertreffens. 3sat, Berliner Festspiele GmbH, Bundeszentrale für politische Bildung/bpb. Berlin (2000).
- Am Ende Kultur? Perspektiven eines Netzwerks Kultur – Fernsehen – politische Bildung. Landeszentrale für politische Bildung des Saarlandes und ZDF/3sat. Zusammen mit Christiane Görres. Saarbrücken (1997).
- MedienZeitTheater. Ein Symposion. Landeszentrale für politische Bildung. Zusammen mit Margarete Häßel. Bremen (1996).
- Autoren-Workshop. Bundeszentrale für politische Bildung. Zusammen mit Margarete Häßel und Harrald Müller. Berlin (1992).

## Publikationen (Auswahl)
- „Heut gehn wir in's MARXIM ...“ Schauspieldirektion am Schauspiel Köln 1968-1979. In: Theater! Arbeit! Heyme! Der Schauspieler, Regisseur und Intendant Hansgünther Heyme. herausgegeben von Peter W. Marx und Harald Müller, Berlin 2015, ISBN 978-3-95749-043-8, S. 86–105.
- Hundsgrün ist überall. In: Christian Martin: Vogtländische Trilogie und andere Stücke. herausgegeben und mit einem Nachwort von Richard Weber, Berlin 2015, ISBN 978-3-95749-031-5, S. 220–228.
- „Stoffe von gestern, aber die Form von morgen“ oder Theater gegen die Tauschabstraktion. In: TEXT+KRITIK. Zeitschrift für Literatur. Heft 194 (= Thomas Brasch), München 2012, ISBN 978-3-86916-168-6, S. 54–65.
- Auf der Suche nach dem „wirklichen“ Leben. Politisches Theater zu Beginn des 21. Jahrhunderts. In: Korrespondenzen. Zeitschrift für Theaterpädagogik. 2008, 24 Jg., H. 53 (= TheaterPädagogik – PolitikTheater – TheaterPolitik – PädagogikTheater), S. 41–46, ISSN 1865-9756.
- als (Hrsg.): Deutsche Dramatik der 80er Jahre. (= suhrkamp taschenbuch. 2114). Frankfurt am Main 1992, ISBN 3-518-38614-X.
- mit Lothar Schwab: Theaterlexikon. Kompaktwissen für Schüler und junge Erwachsene. (= Cornelsen-Scriptor). Frankfurt am Main 1991, ISBN 3-589-20893-7.
- mit Margarete Häßel (Hrsg.): Arbeitsbuch Thomas Brasch. (= suhrkamp taschenbuch. 2076). Frankfurt am Main 1987, ISBN 3-518-38576-3.
- Schillers Lottchen. Eine Collage aus Briefen, Tagebüchern, Monologen. Prometh Verlag, Köln 1985, ISBN 3-922009-77-8.
- Proletarisches Theater und revolutionäre Arbeiterbewegung 1918–1926. 2. Auflage. Prometh Verlag, Köln 1978, ISBN 3-922009-04-2.

Editionen:
- Der Arbeiterfotograf. Beiträge und Dokumente zur Arbeiterfotografie 1926–1932. Prometh Verlag, Köln 1977, ISBN 3-922009-01-8.
- Film und Volk, Organ des Volksfilmverbandes. Februar 1928 – März 1930. Vollständige Ausgabe. (Reprint: Köln 1975, Verlag Gaehme Henke, ISBN 3-87986-005-7)
- Arbeiterbühne und Film, Juni 1930 – Juni 1931. 1930/1931. (Reprint: Verlag Gaehme Henke, Köln 1974, ISBN 3-87986-005-4)

Außerdem zahlreiche Textbeiträge in Sammelwerken und Zeitschriften.